# Nemanja Tekijaški
Nemanja Tekijaški (in serbo Немања Текијашки?; Pančevo, 2 marzo 1997) è un calciatore serbo, difensore dello Jablonec.

## Caratteristiche tecniche
È un difensore centrale.

## Carriera
Cresciuto nel settore giovanile dello Železničar Pančevo, ha trascorso i primi anni di carriera fra quarta e terza serie serba dove ha collezionato complessivamente 64 presenze. Nel gennaio del 2018 è stato acquistato dallo Spartak Subotica, club militante nella massima divisione serba, con cui ha esordito disputando l'incontro di Superliga perso 4-3 contro il Napredak Kruševac.